# Funzionale generatore
In teoria quantistica dei campi il funzionale generatore è un funzionale  che si introduce per poter scrivere e calcolare in maniera compatta le funzioni di Green della teoria e, grazie alle formule di riduzione LSZ, gli elementi di matrice S.

## Definizione
In una teoria quantistica in cui è presente un solo campo scalare {\displaystyle \phi } possiamo definire il funzionale generatore (in unità naturali) come:
{\displaystyle Z[J]=\int \mathrm {e} ^{i{\mathcal {S}}(\phi )+i\int \phi J\operatorname {d} ^{4}x}\operatorname {d} \phi }
in cui l'integrale è esteso a tutte le configurazioni possibili del campo {\displaystyle \phi } e {\displaystyle {\mathcal {S}}(\phi (x))} non è altro che l'azione della teoria; {\displaystyle J(x)}, l'argomento del funzionale, è una funzione ausiliaria.